# Darlington Raceway

Bankarta.

Darlington Raceway är en racerbana utanför Darlington, South Carolina. Banan ägs och förvaltas sedan 2019 av Nascar.

## Historia
Darlington byggdes 1949, och fick en tävling i den nybildade Nascar-serien med sin tävling Southern 500 år 1950. Tävlingen hade förväntningar på 10 000 åskådare, men det kom 50 000. Tävlingen har ända sedan dess varit en del av Nascar:s cupkalender. Det är ofta fullsatt, även om det var problem med biljettförsäljningar i början av 2000-talet. Banan har plats för 47 000 åskådare och är 2,198 kilometer lång. Det är en stor fördel att köra i spåret nära muren, vilket leder till många murkänningar under ett 800-kilometersrace.

## Externa länkar

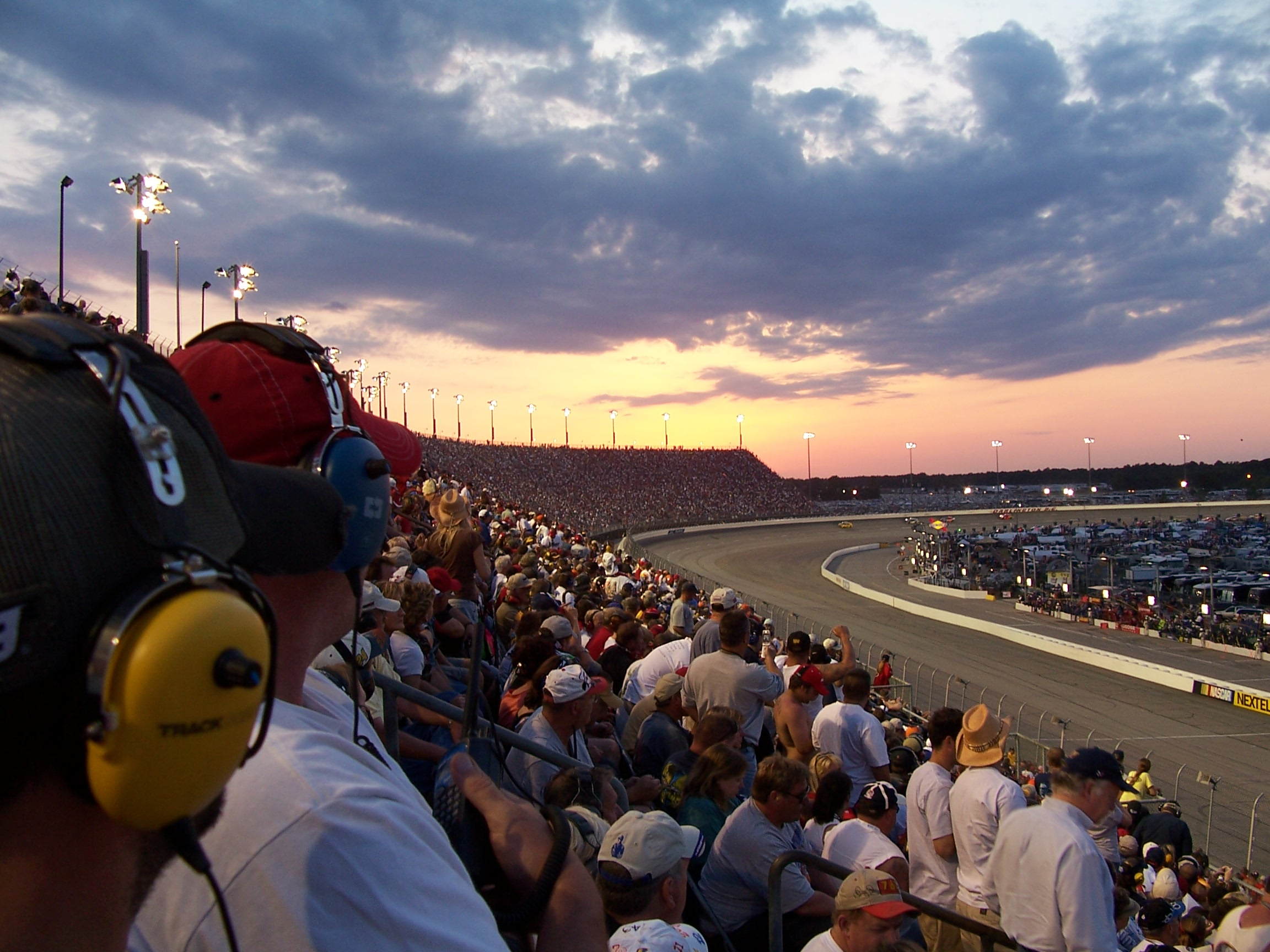
Darlington Raceway under Dodge Charger 500 i Nascar 2006.